# Anthidium sudanicum
Anthidium sudanicum là một loài Hymenoptera trong họ Megachilidae. Loài này được Mavromoustakis mô tả khoa học năm 1945.